# Svaz náčelníků a lidu severu
Svaz náčelníků a lidu severu (francouzsky Union des Chefs et des Populations du Nord, UCPN) byla politická strana v Togu založená roku 1951.

## Historie
Politická strana Svaz náčelníků a lidu severu byla založena roku 1951 jako organizace zastupující tradiční náčelníky a významné osobnosti pocházející ze severního Togolandu. Byla spojencem profrancouzské Tožské strany pokroku (PTP). V parlamentních volbách ve Francouzském Togolandu v roce 1951 získala UCPN 12 ze 24 mandátů. V parlamentních volbách ve Francouzském Togolandu v roce 1952 získala strana 15 ze 30 mandátů a tento počet obhájila i během parlamentních voleb v roce 1955. V parlamentních volbách ve Francouzském Togolandu v roce 1958 získala 10 ze 46 křesel.
V říjnu 1959 se strana spojila s PTP a vytvořila tak Demokratickou unii tožského lidu.